# Dystrykt Jorquelleh
Dystrykt Jorquelleh – dystrykt w hrabstwie Bong, w północnej części Liberii. 
Położony jest 160 km na wschód od stolicy kraju – Monrovii. W dystrykcie Jorquelleh położona jest stolica hrabstwa Bong, miasto Gbarnga.
W 2020 łączna powierzchnia lasów w dystrykcie Jorquelleh wyniosła 109 00 ha, co stanowiło ponad 84% całkowitej powierzchni dystryktu. 

## Demografia
Według spisu ludności z 2008 roku jednostka liczyła sobie 78 803 mieszkańców. Natomiast według spisu ludności przeprowadzonego w 2022 roku, dystrykt ma populację liczącą 145 235 mieszkańców, co czyni go najbardziej zaludnionym dystryktem w hrabstwie.
Dane z 2008:
| Opis      | Ogółem | Ogółem | Mężczyźni | Mężczyźni | Kobiety | Kobiety |
| --------- | ------ | ------ | --------- | --------- | ------- | ------- |
| Jednostka | osób   | %      | osób      | %         | osób    | %       |
| Populacja | 78 803 | 100    | 37 959    | 48,2      | 40 844  | 51,8    |

Dane z 2022:
| Opis      | Ogółem  | Ogółem | Mężczyźni | Mężczyźni | Kobiety | Kobiety |
| --------- | ------- | ------ | --------- | --------- | ------- | ------- |
| Jednostka | osób    | %      | osób      | %         | osób    | %       |
| Populacja | 145 235 | 100    | 71 841    | 49,4      | 73 394  | 50,6    |

## Sąsiednie dystrykty
Boinsen, Kokoyah, Kpaai, Panta, Suakoko, Tukpahblee, Yeallequellah, Zota